# Utamiš Geraj
Utamiš Geraj (tatarsko Ütämeşgäräy, rusko Утямыш-Гирей, Utjamiš-Girej) je bil od leta 1549 do 1551 kan Kazanskega kanata, * 1546, † 21. junij 1566, Moskva, Moskovska velika kneževina.

## Vladanje
Bil je sin kana Safa Geraja in Sujumbike. Za kana je bil kronan po očetovi smrti leta 1549. Star je bil komaj dve leti, zato je v njegovem imenu  kot regentka vladala Sujumbike. 
Ivan Grozni je izkoristil stanje v Kazanskem kanatu in nadenj poslal vojski, ki je začela oblegati Kazan.  Prezgodnja odjuga je oblegovalce prisilila, da so se umaknili za 29 km in zgradili trdnjavo Svijažsk, iz katere so se odpravljali na roparske pohode. Ko je na oblast v Kazanu prišla miroljubna frakcija plemstva, je za kana sprejela ruskega kandidata Šahgalija in Rusom izročila Utamiša in njegovo mater. Kmalu zatem je na oblast spet prišla domoljubna frakcija, ki je Šahgalija izgnala in za novega kana imenovala Jedegarja Mohameda. Slednji je vladal do ruske osvojitve Kazanskega kanata leta 1552.

## Smrt
Januarja 1553 se je dal Utamiš krstiti in se preimenoval v Aleksandra. Umrl je leta 1566, star komaj dvajset let. Pokopali so ga v Moskvi. Njegova mati  se je kasneje poročila s kanom Šahgalijem.

## Vira
- Henry Hoyle Howorth (1880). History of the Mongols. Part 2, str. 405-409.
- Үтәмешгәрәй. Tatar Encyclopaedia. Kazan: The Republic of Tatarstan Academy of Sciences. Institution of the Tatar Encyclopaedia. 2002.

| Utamiš Geraj Rojen: 1546 Umrl: 21. junij 1566 |                                   |                    |
| Vladarski nazivi                              |                                   |                    |
| Predhodnik: Safa Geraj                        | Kan Kazanskega kanata 1549 – 1551 | Naslednik: Šahgali |